# Scopula perfumosa
Scopula perfumosa là một loài bướm đêm trong họ Geometridae.